# Galvanokaustik (Medizin)
In der Medizin wird mit Galvanokaustik eine Operationsmethode bezeichnet, die mittels galvanischem Strom erzeugte Glühhitze zu chirurgischen Zwecken einsetzt. Der Breslauer Mediziner Albrecht Theodor Middeldorpf (1824–1868) entwickelte diese Methode und führte sie in die Praxis ein. In die Laryngologie führte Friedrich Rudolf Voltolini 1867 die Galvanokaustik ein.
Ein dünner Platindraht wird zwischen zwei elektrische Pole einer galvanischen Kette geschaltet. Sobald der Stromkreis geschlossen wird, beginnt der Draht zu glühen. Verschiedene Vorrichtungen der Medizin werden mit diesem Prinzip kombiniert: kugel- oder messerförmige Instrumente, mit denen man wie mit einem Glüheisen chirurgisch trennen und schneiden kann. Zum „Schneiden“ wird ein Stück Platindraht angewendet, der Galvanokauter. Zum „Brennen“ wickelt man den Platindraht um einen kleinen Porzellankegel.

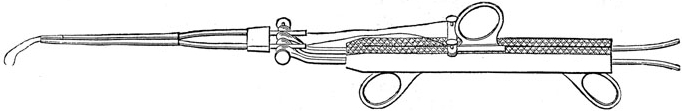
Galvanokaustische Schneidschlinge nach Bruns

Im Jahr 1848 führte Gustav Samuel Crusell (1810–1858) die Galvanokaustik ein.
Die von dem Chirurgen Victor von Bruns (1812–1883) entwickelte galvanokaustische Schneideklinge war vorzugsweise im Gebrauch und ersetzte das langsame Abschnüren durch straff umgelegte Fäden. Der Platindraht von 0,3 bis 1 mm Stärke wird in Form einer Schlinge um den zu trennenden Körperteil herumgeführt und zusammengezogen. Die Blutung durch das „Verschweißen“ des Schnittes ist sehr gering, was bei Abtragungen von sehr blut- und gefäßreichen Teilen von besonderem Wert ist. Außerdem ist die galvanokaustische Schneideschlinge dazu geeignet, an sehr schwer zugänglichen Stellen zu operieren und die Glühhitze einwirken zu lassen, nachdem man zuvor ungehindert den noch kalten Draht appliziert. Hans Christian Jacobaeus nutzte um 1914 die Galvanokaustik zur Durchtrennung von Pleuraadhäsionen unter thorakosopischer Kontrolle.